# Antrodiella faginea
Antrodiella faginea är en svampart som beskrevs av Vampola & Pouzar 1996. Enligt Catalogue of Life. ingår Antrodiella faginea i släktet Antrodiella,  och familjen Phanerochaetaceae, men enligt Dyntaxa är tillhörigheten istället släktet Antrodiella,  och familjen Steccherinaceae. Inga underarter finns listade i Catalogue of Life.
I Sverige påträffades arten första gången 2008 i Lärjeåns dalgång.